# Josep Moll Vall
Josep Moll i Vall fou alcalde de Manresa entre 1958 i 1964.
Josep Moll i Vall era un empresari vinculat al sector dels transports. Durant la República era membre de la Federació de Joves Cristians, com també va simpatitzar amb les JAP, la branca juvenil de la CEDA.
En esclatar la Guerra, es passà a la zona franquista i s'hi allistà a l'exèrcit on assolí el grau d'alferes provisional. També s'afilià a FET y de las JONS, dins de la qual fou delegat d'Excombatents, secretari comarcal i conseller local.
El 1943, Moll esdevingué regidor de l'ajuntament de Manresa i, tres anys després, tinent d'alcalde. En les eleccions de 1948, sortí elegit pel terç familiar i ocupà la primera tinença d'alcaldia, la de Foment, fins que cessà el 1955. Entre 1958 i 1964, va ser alcalde de Manresa.
A més de diputat de la Diputació Provincial de Barcelona, fou també president del Casino de Manresa i del Club de Futbol Manresa.